# 阿爾卡利亞河
阿爾卡利亞河（烏克蘭語：Алкалія），是東歐的河流，發源自摩爾多瓦，流經烏克蘭的敖德薩州，最終注入布爾納斯湖，河道全長67公里，流域面積653平方公里。

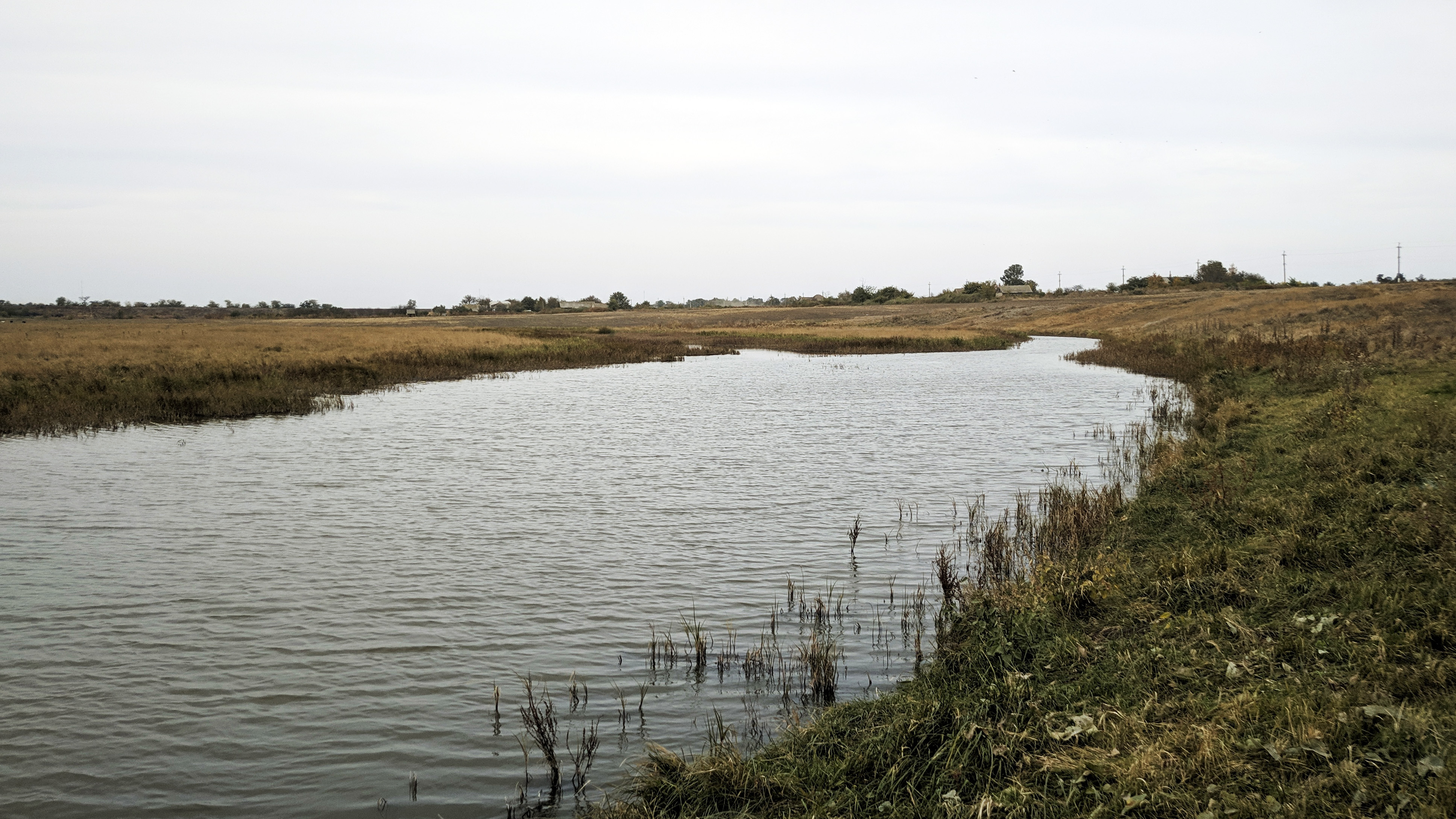
韋利科馬里亞尼夫卡附近的阿爾卡利亞河